# Dziewięć śmierci ninja
Dziewięć śmierci ninja (tytuł oryg. Nine Deaths of the Ninja) – amerykański film sensacyjny z 1985 roku, wyreżyserowany przez Emmetta Alstona, nakręcony na Filipinach.

## Fabuła
Na Filipinach terroryści porywają grupę amerykańskich turystów. Przestępcy grożą zabiciem porwanych, jeżeli Amerykanie nie wypuszczą z więzienia partnerów porywaczy i nie zmienią swojej polityki antynarkotykowej. Przeciw terrorystom wyrusza specjalny zespół, w skład którego wchodzi japoński wojownik ninja.
Źródło: Filmweb

## Obsada
- Shō Kosugi – Spike Shinobi
- Brent Huff – Steve Gordon
- Ken Watanabe – Sensei
- Emilia Crow (w czołówce jako Emilia Lesniak) – Jennifer Barnes
- Blackie Dammett – Alby the Cruel
- Regina Richardson – Honey Hump
- Vijay Amritraj – Rankin
- Lisa Friedman – Tour Guide
- Kane Kosugi – Kane
- Shane Kosugi – Shane
- Bruce Fanger – dr. Wolf
- Sonny Erang – Rahji